# جويل بيرنستاين
جويل بيرنستاين (بالإنجليزية: Joel Bernstein)‏ هو مصور أمريكي، ولد في 1952.